# Taxonomie van de vlinders
Met de taxonomie van de vlinders wordt de indeling van de vlinders in verschillende groepen bedoeld, zoals families en geslachten. Onderstaand zijn alle families van vlinders opgenomen inclusief de bovenliggende taxa. Daarnaast is voor zover bekend het in de wetenschappelijke literatuur beschreven aantal soorten opgenomen.
Orde Lepidoptera Linnaeus, 1758 (4 onderordes) (15.578 geslachten, 157.426 soorten)
- † Niet ingedeelde vroege lepidoptera (4 families)
  -  † Niet in een familie ingedeeld (12 geslachten, 16 soorten)
  -  † Familie Archaeolepidae Whalley, 1985 (1 geslacht, 1 soort)
  -  † Familie Mesokristenseniidae Huang, Nel & Minet, 2010 (1 geslacht, 3 soorten)
  -  † Familie Eolepidopterigidae Rasnitsyn, 1983 (1 geslacht, 1 soort)
  -  † Familie Undopterigidae Kozlov, 1988 (1 geslacht, 1 soort)
- Onderorde Zeugloptera Chapman, 1917 (1 superfamilie)
  - Superfamilie Micropterigoidea Herrich-Schäffer, 1855 (1 familie)
    - Familie Micropterigidae Herrich-Schäffer, 1855 (21 geslachten, 160 soorten, waarvan 7 in Nederland[3] en 6 in België[4])
- Onderorde Aglossata Speidel, 1977 (1 superfamilie)
  - Superfamilie Agathiphagoidea Kristensen, 1967 (1 familie)
    - Familie Agathiphagidae Kristensen, 1967 (1 geslacht, 2 soorten)
- Onderorde Heterobathmiina Kristensen & Nielsen, 1983 (1 superfamilie)
  - Superfamilie Heterobathmioidea Kristensen & Nielsen, 1979 (1 familie)
    - Familie Heterobathmiidae Kristensen & Nielsen, 1979 (1 geslacht, 5 soorten)[2]
- Onderorde Glossata Fabricius, 1775 (6 infraordes, alle volgend)
  - Infraorde Dacnonypha Hinton, 1946 (1 superfamilie)
    - Superfamilie Eriocranioidea Rebel, 1901 (1 familie)
      - Familie Eriocraniidae (Purpermotten) Rebel, 1901 (5 geslachten, 29 soorten, waarvan 8 in Nederland[5] en 8 in België[4])

  - Clade Coelolepida Nielsen & Kristensen, 1996 (5 infraordes, alle volgend)
    - Infraorde Acanthoctesia Minet, 2002 (1 superfamilie)
      - Superfamilie Acanthopteroctetoidea Davis, 1978 (1 familie)
        - Familie Acanthopteroctetidae Davis, 1978 (2 geslachten, 5 soorten)

    - Infraorde Lophocoronina Common, 1990 (1 superfamilie)
      - Superfamilie Lophocoronoidea Common, 1973 (1 familie)
        - Familie Lophocoronidae Common, 1973 (1 geslacht, 6 soorten)

  - Clade Myoglossata Kristensen & Nielsen, 1981 (3 infraordes, alle volgend)
    - Infraorde Neopseustina Davis & Nielsen, 1980 (1 superfamilie)
      - Superfamilie Neopseustoidea Hering, 1925 (1 familie)
        - Familie Neopseustidae Hering, 1925 (4 geslachten, 14 soorten)

  - Clade Neolepidoptera Packard, 1895 (2 infraordes, alle volgend)
    - Infraorde Exoporia Common, 1975 (2 superfamilies)
      - Superfamilie Mnesarchaeoidea Eyer, 1924 (1 familie)
        - Familie Mnesarchaeidae Eyer, 1924 (1 geslacht, 7 soorten)

      - Superfamilie Hepialoidea Stephens, 1829 (5 families)
        - Familie Palaeosetidae Turner, 1922 (4 geslachten, 9 soorten)
        - Familie Prototheoridae Meyrick, 1917 (1 geslacht, 12 soorten)
        - Familie Neotheoridae Kristensen, 1978 (1 geslacht, 1 soort)
        - Familie Anomosetidae Tillyard, 1919 (1 geslacht, 1 soort)
        - Familie Hepialidae (Wortelboorders) Stephens, 1829 (62 geslachten, 606 soorten, waarvan 5 in Nederland[6] en 5 in België[4])

    - Infraorde Heteroneura Tillyard, 1918 (34 superfamilies, alle volgend)
      - Clade Nepticulina Meyrick, 1928 (1 superfamilie)
        - Superfamilie Nepticuloidea Stainton, 1854 (2 families)
          - Familie Nepticulidae Stainton, 1854 (13 geslachten, 819 soorten, waarvan 87 in Nederland[7] en 96 in België[4])
          - Familie Opostegidae Meyrick, 1893 (7 geslachten, 192 soorten, waarvan 4 in Nederland[8] en 3 in België[4])

      - Clade Eulepidoptera Kiriakoff, 1948 (33 superfamilies, alle volgend)
      - Clade Incurvariina Börner, 1939 (2 superfamilies)
        - Superfamilie Andesianoidea Davis & Gentili, 2003 (1 familie)
          - Familie Andesianidae Davis & Gentili, 2003 (1 geslacht, 3 soorten)

        - Superfamilie Adeloidea Bruand, 1850 (5 families)
          - Familie Heliozelidae Heinemann & Wocke, 1876 (12 geslachten, 123 soorten, waarvan 6 in Nederland[9] en 7 in België[4])
          - Familie Adelidae Bruand, 1850 (5 geslachten, 294 soorten, waarvan 19 in Nederland[10] en 22 in België[4])
          - Familie Incurvariidae Spuler, 1898 (11 geslachten, 51 soorten, waarvan 7 in Nederland[11] en 6 in België[4])
          - Familie Cecidosidae Bréthes, 1916 (5 geslachten, 16 soorten)
          - Familie Prodoxidae Riley, 1881 (9 geslachten, 98 soorten, waarvan 6 in Nederland[12] en 7 in België[4])

      - Clade Etimonotrysia Minet, 1984 (2 superfamilies)
        - Superfamilie Palaephatoidea Davis, 1986 (1 familie)
          - Familie Palaephatidae Davis, 1986 (7 geslachten, 57 soorten)

        - Superfamilie Tischerioidea Spuler, 1898 (1 familie)
          - Familie Tischeriidae Spuler, 1898 (3 geslachten, 110 soorten, waarvan 6 in Nederland[13] en 7 in België[4])

      - Clade Ditrysia Börner, 1925 (29 superfamilies, alle volgend)
        - Superfamilie niet ingedeeld (1 familie)
          - Familie niet ingedeeld (25 geslachten, 100 soorten)
          - Familie Millieriidae Heppner, 1982 (3 geslachten, 4 soorten)

        - Superfamilie Tineoidea Latreille, 1810 (5 families)
          - Familie Meessiidae Capuse, 1966 (6 soorten in Nederland[14] en 13 soorten in België[4])
          - Familie Dryadaulidae Bradley, 1966 (3 geslachten, ca. 50 soorten, waarvan 1 in Nederland[15] en 1 in België[4])
          - Familie Eriocottidae Spuler, 1898 (6 geslachten, 80 soorten)
          - Familie Psychidae Boisduval, 1829 (241 geslachten, 1.350 soorten, waarvan 24 in Nederland[16] en 26 in België[4])
          - Familie Tineidae Latreille, 1810 (357 geslachten, 2.393 soorten, waarvan 39 in Nederland[17] en 39 in België[4])

        - Superfamilie Gracillarioidea Stainton, 1854 (3 families)
          - Familie Roeslerstammiidae Bruand, 1850 (13 geslachten, 53 soorten, waarvan 1 in Nederland[18] en 1 in België[4])
          - Familie Bucculatricidae Fracker, 1915 (4 geslachten, 297 soorten, waarvan 14 in Nederland[19] en 15 in België[4])
          - Familie Gracillariidae Stainton, 1854 (101 geslachten, 1.866 soorten, waarvan 102 in Nederland[20] en 108 in België[4])

        - Superfamilie Yponomeutoidea Stephens, 1829 (11 families)[21]
          - Familie Yponomeutidae Stephens, 1829 (95 geslachten, 363 soorten, waarvan 20 in Nederland[22] en 22 in België[4])[23]
          - Familie Argyresthiidae Bruand, 1850 (1 geslacht, 157 soorten, waarvan 28 in Nederland[24] en 27 in België[4])
          - Familie Plutellidae Guenée, 1845 (48 geslachten, 150 soorten, waarvan 3 in Nederland[25] en 4 in België[4])
          - Familie Glyphipterigidae Stainton, 1854 (28 geslachten, 535 soorten, waarvan 15 in Nederland[26] en 19 in België[4])
          - Familie Ypsolophidae Guenée, 1845 (7 geslachten, 163 soorten, waarvan 14 in Nederland[27] en 18 in België[4])
          - Familie Attevidae Mosher, 1916 (1 geslacht, 52 soorten)
          - Familie Praydidae Moriuti, 1977 (3 geslachten, 47 soorten, waarvan 4 in Nederland[28] en 4 in België[4])
          - Familie Heliodinidae Heinemann & Wocke, 1876 (13 geslachten, 69 soorten, waarvan 1 in Nederland[29] en 1 in België[4])
          - Familie Bedelliidae Meyrick, 1880 (1 geslacht, 16 soorten, waarvan 1 in Nederland[30] en 1 in België[4])
          - Familie Lyonetiidae Stainton, 1854 (32 geslachten, 204 soorten, waarvan 8 in Nederland[31] en 8 in België[4])
          - Familie Scythropiidae Friese, 1966 (1 geslacht, 1 soort, het doornspinnertje die zowel in Nederland als in België voorkomt)

      - Clade Apoditrysia Minet, 1983 (26 superfamilies, alle volgend)
        - Superfamilie niet ingedeeld (2 families)
          - Familie Prodidactidae Epstein & Brown, 2003 (1 geslacht, 1 soort)
          - Familie Douglasiidae Heinemann & Wocke, 1876 (2 geslachten, 29 soorten, waarvan 3 in Nederland[32] en 4 in België[4])

        - Superfamilie Simaethistoidea Minet, 1991 (1 familie)
          - Familie Simaethistidae Minet, 1991 (2 geslachten, 4 soorten)

        - Superfamilie Gelechioidea Stainton, 1854 (21 families)
          - Familie Ashinagidae Matsumura, 1929 (4 geslachten, 21 soorten)
          - Familie Autostichidae Le Marchand, 1947 (72 geslachten, 638 soorten, waarvan 4 in Nederland[33] en 7 in België[4])
          - Familie Lecithoceridae Le Marchand, 1947 (100 geslachten, 1.200 soorten)
          - Familie Xyloryctidae Meyrick, 1890 (60 geslachten, 524 soorten)
          - Familie Blastobasidae Meyrick, 1894 (24 geslachten, 377 soorten, waarvan 7 in Nederland[34] en 6 in België[4])
          - Familie Oecophoridae Bruand, 1850 (313 geslachten, 3.308 soorten, waarvan 28 in Nederland[35] en 28 in België[4])
          - Familie Depressariidae Meyrick, 1883 (2300 soorten, waarvan , waarvan 44 in Nederland[36] en 50 in België.[4])
          - Familie Schistonoeidae Hodges, 1998 (1 geslacht, 1 soort)
          - Familie Lypusidae Herrich-Schäffer, 1857 (5 geslachten, 27 soorten, waarvan 9 in Nederland[37][38] en 9 in België[4])
          - Familie Peleopodidae Hodges, 1974 (7 geslachten, 28 soorten, waarvan 1 in Nederland[39] en 1 in België[4])
          - Familie Elachistidae Bruand, 1850 (161 geslachten, 3.201 soorten, waarvan 44 in Nederland[40] en 65 in België[4])
          - Familie Ethmiidae Busck, 1909 (ca. 300 soorten, waarvan 4 in Nederland[41] en 5 in België[4])
          - Familie Stathmopodidae Janse, 1917 (44 geslachten, 408 soorten, waarvan 1 in Nederland[42] en 1 in België[4])
          - Familie Epimarptidae Meyrick, 1914 (1 geslacht, 4 soorten)
          - Familie Batrachedridae Heinemann & Wocke, 1876 (10 geslachten, 99 soorten, waarvan 3 in Nederland[43] en 3 in België[4])
          - Familie Coleophoridae Bruand, 1850 (5 geslachten, 1.386 soorten, waarvan 106 in Nederland[44] en 122 in België[4])
          - Familie Momphidae Herrich-Schäffer, 1857 (6 geslachten, 115 soorten, waarvan 16 in Nederland[45] en 16 in België[4])
          - Familie Pterolonchidae Meyrick, 1918 (4 geslachten, 12 soorten)
          - Familie Scythrididae Rebel, 1901 (30 geslachten, 669 soorten, waarvan 13 in Nederland[46] en 19 in België[4])
          - Familie Cosmopterigidae Heinemann & Wocke, 1876 (135 geslachten, 1.792 soorten, waarvan 11 in Nederland[47] en 12 in België[4])
          - Familie Gelechiidae Stainton, 1854 (500 geslachten, 4.700 soorten, waarvan 113 in Nederland[48] en 183 in België[4])

        - Superfamilie Alucitoidea Leach, 1815 (2 families)
          - Familie Tineodidae Meyrick, 1885 (12 geslachten, 19 soorten)
          - Familie Alucitidae Leach, 1815 (9 geslachten, 216 soorten, waarvan 2 in Nederland[49] en 4 in België[4])

        - Superfamilie Pterophoroidea Latreille, 1802 (1 familie)
          - Familie Pterophoridae Latreille, 1802 (90 geslachten, 1.318 soorten, waarvan 37 in Nederland[50] en 46 in België[4])

        - Superfamilie Carposinoidea Walsingham, 1897 (2 families)
          - Familie Copromorphidae Meyrick, 1905 (9 geslachten, 43 soorten)
          - Familie Carposinidae Walsingham, 1897 (19 geslachten, 283 soorten)

        - Superfamilie Schreckensteinioidea Fletcher, 1929 (1 familie)
          - Familie Schreckensteiniidae Fletcher, 1929 (2 geslachten, 8 soorten, waarvan 1 in Nederland[51] en 1 in België[4])

        - Superfamilie Epermenioidea Spuler, 1910 (1 familie)
          - Familie Epermeniidae Spuler, 1910 (10 geslachten, 126 soorten, waarvan 6 in Nederland[52] en 7 in België[4])

        - Superfamilie Urodoidea Kyrki, 1988 (1 familie)
          - Familie Urodidae Kyrki, 1988 (3 geslachten, 66 soorten)

        - Superfamilie Immoidea Common, 1979 (1 familie)
          - Familie Immidae Common, 1979 (6 geslachten, 245 soorten)

        - Superfamilie Choreutoidea Stainton, 1858 (1 familie)
          - Familie Choreutidae Stainton, 1858 (18 geslachten, 406 soorten, waarvan 6 in Nederland[53] en 6 in België[4])

        - Superfamilie Galacticoidea Minet, 1986 (1 familie)
          - Familie Galacticidae Minet, 1986 (3 geslachten, 19 soorten)

        - Superfamilie Tortricoidea Latreille, 1802 (1 familie)
          - Familie Tortricidae Latreille, 1802 (1.071 geslachten, 10.387 soorten, waarvan 384 in Nederland[54] en 401 in België[4])

        - Superfamilie Cossoidea Leach, 1815 (7 families)
          - Familie Brachodidae Agenjo, 1966 (14 geslachten, 137 soorten)
          - Familie Cossidae (Houtboorders) Leach, 1815 (151 geslachten, 971 soorten, waarvan 3 in Nederland[55] en 3 in België[4])
          - Familie Dudgeoneidae Berger, 1958 (6 geslachten, 57 soorten)
          - Familie Metarbelidae Strand, 1909 (18 geslachten, 196 soorten)
          - Familie Ratardidae Hampson, 1898 (3 geslachten, 10 soorten)
          - Familie Castniidae Boisduval, 1828 (34 geslachten, 113 soorten)
          - Familie Sesiidae (Wespvlinders) Boisduval, 1828 (154 geslachten, 1.397 soorten, waarvan 13 in Nederland[56] en 25 in België[4])

        - Superfamilie Zygaenoidea Latreille, 1809 (12 families)
          - Familie Epipyropidae Dyar, 1903 (9 geslachten, 32 soorten)
          - Familie Cyclotornidae Meyrick, 1912 (1 geslacht, 5 soorten)
          - Familie Heterogynidae Rambur, 1866 (1 geslacht, 10 soorten)
          - Familie Lacturidae Heppner, 1995 (8 geslachten, 120 soorten)
          - Familie Phaudidae Kirby, 1892 (3 geslachten, 15 soorten)
          - Familie Dalceridae Dyar, 1898 (11 geslachten, 80 soorten)
          - Familie Limacodidae (Slakrupsen) Duponchel, 1845 (301 geslachten, 1.672 soorten, waarvan 2 in Nederland[57] en 2 in België[4])
          - Familie Megalopygidae Herrich-Schäffer, 1855 (23 geslachten, 232 soorten)
          - Familie Aididae Schaus, 1906 (2 geslachten, 6 soorten)
          - Familie Somabrachyidae Hampson, 1920 (4 geslachten, 8 soorten)
          - Familie Himantopteridae Rogenhofer, 1884 (11 geslachten, 80 soorten)
          - Familie Zygaenidae Latreille, 1809 (170 geslachten, 1.036 soorten, waarvan 6 in Nederland[58] en 15 in België[4])

      - Clade Obtectomera Minet, 1986 (12 superfamilies, alle volgend)
        - Superfamilie Whalleyanoidea Minet, 1991 (1 familie)
          - Familie Whalleyanidae Minet, 1991 (1 geslacht, 2 soorten)

        - Superfamilie Thyridoidea Herrich-Schäffer, 1846 (1 familie)
          - Familie Thyrididae (Venstervlekjes) Herrich-Schäffer, 1846 (93 geslachten, 940 soorten, waarvan 1 in Nederland[59] en 1 in België[4])

        - Superfamilie Hyblaeoidea Hampson, 1903 (1 familie)
          - Familie Hyblaeidae Hampson, 1903 (2 geslachten, 18 soorten)

        - Superfamilie Calliduloidea Moore, 1877 (1 familie)
          - Familie Callidulidae Moore, 1877 (7 geslachten, 49 soorten)

        - Superfamilie Papilionoidea Latreille, 1802 (7 families)
          - Familie Papilionidae (Pages) Latreille, 1802 (32 geslachten, 570 soorten, waarvan 3 in Nederland[60] en 2 in België[4])
          - Familie Hedylidae Guenée, 1858 (1 geslacht, 36 soorten)
          - Familie Hesperiidae (Dikkopjes) Latreille, 1809 (570 geslachten, 4.113 soorten, waarvan 14 in Nederland[61] en 15 in België[4])
          - Familie Pieridae (Witjes) Swainson, 1820 (91 geslachten, 1.164 soorten, waarvan 15 in Nederland[62] en 15 in België[4])
          - Familie Riodinidae Grote, 1895 (1827) (146 geslachten, 1.532 soorten, waarvan 1 in België[4])
          - Familie Lycaenidae (Blauwtjes) Leach, 1815 (416 geslachten, 5.201 soorten, waarvan 27 in Nederland[63] en 35 in België[4])
          - Familie Nymphalidae Rafinesque, 1815 (559 geslachten, 6.152 soorten, waarvan 48 in Nederland[64] en 56 in België[4])

        - Superfamilie Pyraloidea Latreille, 1809 (2 families)
          - Familie Pyralidae Latreille, 1809 (1.055 geslachten, 5.921 soorten, waarvan 74 in Nederland[65] en 89 in België[4])
          - Familie Crambidae Latreille, 1810 (1.020 geslachten, 9.655 soorten, waarvan 112 in Nederland[66] en 129 in België[4])

        - Superfamilie Mimallonoidea Burmeister, 1878 (1 familie)
          - Familie Mimallonidae Burmeister, 1878 (27 geslachten, 194 soorten)

      - Clade Macroheterocera Chapman, 1893 (5 superfamilies)
        - Superfamilie Drepanoidea Boisduval, 1828 (3 families)
          - Familie Cimeliidae Chrétien, 1916 (2 geslachten, 6 soorten)
          - Familie Doidae Donahue & Brown, 1987 (2 geslachten, 6 soorten)
          - Familie Drepanidae (Eenstaartjes) Boisduval, 1828 (122 geslachten, 660 soorten, waarvan 16 in Nederland[67] en 16 in België[4])

        - Superfamilie Lasiocampoidea Harris, 1841 (1 familie)
          - Familie Lasiocampidae (Spinners) Harris, 1841 (224 geslachten, 1.952 soorten, waarvan 16 in Nederland[68] en 16 in België[4])

        - Superfamilie Bombycoidea Latreille, 1802 (10 families)
          - Familie Apatelodidae Neumoegen & Dyar, 1894 (10 geslachten, 145 soorten)
          - Familie Eupterotidae Swinhoe, 1892 (53 geslachten, 339 soorten)
          - Familie Brahmaeidae Swinhoe, 1892 (7 geslachten, 65 soorten, waarvan 1 in Nederland[69] en 1 in België[4])
          - Familie Phiditiidae Minet, 1994 (4 geslachten, 23 soorten)
          - Familie Anthelidae Turner, 1904 (9 geslachten, 94 soorten)
          - Familie Carthaeidae Common, 1966 (1 geslacht, 1 soort)
          - Familie Endromidae (Gevlamde vlinders) Boisduval, 1828 (12 geslachten, 59 soorten, waarvan 1 in Nederland[70] en 1 in België[4])
          - Familie Bombycidae Latreille, 1802 (26 geslachten, 185 soorten)
          - Familie Saturniidae (Nachtpauwogen) Boisduval, 1837 (169 geslachten, 2.349 soorten, waarvan 3 in Nederland[71] en 3 in België[4])
          - Familie Sphingidae (Pijlstaarten) Latreille, 1802 (206 geslachten, 1.463 soorten, waarvan 18 in Nederland[72] en 18 in België[4])

        - Superfamilie Geometroidea Leach, 1815 (4 families)
          - Familie Epicopeiidae Swinhoe, 1892 (9 geslachten, 20 soorten)
          - Familie Sematuridae Guenée,1858 (6 geslachten, 40 soorten)
          - Familie Uraniidae Leach, 1815 (90 geslachten, 686 soorten)
          - Familie Geometridae (Spanners) Leach, 1815 (2.002 geslachten, 23.002 soorten, waarvan 309 in Nederland[73] en 340 in België[4])

        - Superfamilie Noctuoidea Latreille, 1809 (6 families)
          - Familie Oenosandridae Miller, 1991 (4 geslachten, 8 soorten)
          - Familie Notodontidae (Tandvlinders) Stephens, 1829 (704 geslachten, 3.800 soorten, waarvan 32 in Nederland[74] en 33 in België[4])
          - Familie Erebidae (Spinneruilen) Leach, 1815 (1.760 geslachten, 24.569 soorten, waarvan 92 in Nederland[75] en 97 in België[4])
          - Familie Euteliidae Grote, 1882 (29 geslachten, 520 soorten)
          - Familie Nolidae (Visstaartjes) Bruand, 1847 (186 geslachten, 1.738 soorten, waarvan 15 in Nederland[76] en 13 in België[4])
          - Familie Noctuidae (Uilen) Latreille, 1809 (1.089 geslachten, 11.772 soorten, waarvan 336 in Nederland)[77] en 358 in België[4])